# Festuca roemeri
Festuca roemeri är en gräsart som först beskrevs av Leon E. Pavlick, och fick sitt nu gällande namn av Evgenii Borisovich Alexeev. Festuca roemeri ingår i släktet svinglar, och familjen gräs. Inga underarter finns listade i Catalogue of Life.